# Yuki Waseda
Yuki Waseda (早稲田夕季, Waseda Yuki), née le 6 décembre 1958, est une femme politique japonaise, représentant la préfecture de Kanagawa à la Chambre des représentants du Japon pour le Parti démocrate constitutionnel. Elle est nommée également nommée au sein du Cabinet suivant du Japon, cabinet fantôme du parti démocrate constitutionnel au poste de Ministre de la Santé, du Travail et des Affaires sociales.

## Jeunesse et carrière pré-électorale
Waseda nait le 6 décembre 1958 à Tokyo, son nom de jeune fille est Yotsuya. Dans sa jeunesse, elle travaille comme pigiste pour le journal municipal. Elle effectue des études de droit à l'Université Waseda, puis commence sa vie professionnelle dans une banque japonaise. Elle démissionne après son mariage, pour devenir femme au foyer.
Plus tard, en 2003, elle travaille de nouveau en tant que journaliste de manière bénévole, dans un magazine local spécialisé dans les bandes-dessinées.

## Carrière électorale
Waseda fait son entrée dans le monde politique en 2005, avec son élection au conseil municipal de Kamakura. Elle s'implique de plus en plus dans la vie politique locale, rejoint le parti démocrate japonais et candidate à l'Assemblée préfectorale de Kanagawa, où elle est élue en 2011, puis réélue en 2015.
En 2017, elle annonce son intention de se présenter pour représenter la quatrième circonscription de la préfecture de Kanagawa aux élections législatives japonaises de 2017, sous les couleurs du parti démocrate, et comptant également sur le soutien du parti communiste japonais. Elle est élue d'une courte avance.
Elle se représente aux élections législatives de 2021, et est candidate à sa succession. Elle remporte à nouveau l'élection, avec une avance de 3 000 voix. À la suite de la démission de Yukio Edano au poste de président du parti démocrate japonais, elle soutient la candidature de Chinami Nishimura.
En 2024, après que le premier ministre Shigeru Ishiba ait déclaré la tenue d'élections législatives anticipées, Waseda est à nouveau candidate à sa réélection et est réélue, cette fois avec une large avance.

## Prises de position
Waseda est très impliquée dans la politique des zones rurales, où elle a passée une majorité de sa vie.
Elle s'implique également fortement sur les différentes problématiques des violences infantiles, que ce soit à Kamakura dans le début de sa carrière politique ou à la Diète. Toujours sur le plan social, elle est favorable à l'instauration de quotas afin de favoriser l'accès des minorités à certains postes, et se déclare favorable à la légalisation du mariage homosexuel au Japon. 
Elle est fermement opposée aux politiques Abenomics, mise en place par les gouvernements de Shinzo Abe, estimant qu'« elles accordent un traitement préférentiel aux grandes entreprises et à certains riches, et ne conduit pas à élever le niveau de vie des citoyens japonais ». Elle s'oppose également à une révision de la constitution japonaise. 

## Vie privée
Elle épouse un camarade de promotion de l'Université Waseda, et est mère d'un garçon et d'une fille.